# Tragopogon turkestanicus
Tragopogon turkestanicus là một loài thực vật có hoa trong họ Cúc. Loài này được Nikitin miêu tả khoa học đầu tiên năm 1933.